# Abronia ochoterenai
Espèce
Synonymes
- Gerrhonotus vasconcelosii ochoterenai Martín del Campo, 1939

Statut de conservation UICN

 DD  : Données insuffisantes
Abronia ochoterenai est une espèce de sauriens de la famille des Anguidae.

## Répartition
Cette espèce est endémique du Chiapas au Mexique,. Elle se rencontre de 1 800 à 2 300 m d'altitude.

## Étymologie
Cette espèce est nommée en l'honneur d'Isaac Ochoterena Mendieta.

## Publication originale
- Martín del Campo, 1939 : Contribución al conocimiento de los gerrhonoti mexicanos, con la presentación de una nueva forma. Anales del Instituto de Biologia, Universidad Nacional Autonoma de Mexico, vol. 10, p. 853-861.